# Jezus Méndez Montoya
Jezus Méndez Montoya, (hiszp.) Jesús Méndez Montoya (ur. 10 czerwca 1880 w Tarímbaro, zm. 5 lutego 1928 w Valtierrilli) – święty Kościoła katolickiego, prezbiter działający na terenie Archidiecezji Morelia, ofiara prześladowań antykatolickich zapoczątkowanych w okresie rewolucji meksykańskiej, męczennik.

## Życiorys
Był synem Florentino Méndeza i Marii Cornelii Montoya. Do diecezjalnego seminarium duchownego w Morelli wstąpił w 1894 r.. Święcenia diakonatu otrzymał 23 lipca 1905 r. Gdy otrzymał święcenia kapłańskie z rąk arcybiskupa Atenógenesa Silvy (3 czerwca 1906 r.) skierowany został do pełnienia posługi kapłańskiej, którą pełnił jako wikariusz i spowiednik na terenie Archidiecezji Morelia. Mszę prymicyjną odprawił 22 czerwca 1906 r. w rodzinnym mieście. W okresie gdy nasiliły się prześladowania katolików pełnił swoje obowiązki w parafii na terenie Valtierrilli. Mimo zagrożenia pozostał pełniąc apostolat wśród wiernych swojej parafii. Duszpasterzował ludziom ubogim, chorym, katechizował środowisko robotnicze i chłopskie. Kierował założonym przez siebie chórem, którego był też dyrygentem, a także działał w stowarzyszeniach parafialnych. Aresztowany został przez żołnierzy wkraczającego do miasta oddziału wojska, gdy odprawiał mszę. Zanim został rozstrzelany uchronił przed profanacją konsekrowane Hostie spożywając je.
Relikwie Jezusa Méndeza Montoyi zostały przeniesione do nowego kościoła parafialnego w Valtierrilli, który jest miejscem jego  kultu.
Śmierć Jezusa Méndeza Montoyi była wynikiem nienawiści do wiary (łac.) odium fidei, a przestępstwem posługa kapłańska. Po zakończeniu procesu informacyjnego na etapie lokalnej diecezji, który toczył się w latach 1933–1988 w odniesieniu do męczenników okresu prześladowań Kościoła katolickiego w Meksyku, został beatyfikowany 22 listopada 1992 roku w watykańskiej bazylice św. Piotra, a jego kanonizacja na Placu Świętego Piotra, w grupie Krzysztofa Magallanesa Jary i 24 towarzyszy, odbyła się 21 maja 2000 roku. Wyniesienia na ołtarze Kościoła katolickiego dokonał papież Jan Paweł II.
Atrybutem świętego jest palma.
Wspomnienie liturgiczne obchodzone jest w dies natalis (5 lutego).